# عظيمات المخالب
عظيمات المخالب (الاسم العلمي: Megalonychidae) هي فصيلة من الحيوانات تتبع رتبة الثدييات المشعرة من طائفة الثدييات.

## أجناس
- الكسلان ثنائي الأصابع